# أبي ورد
أبّي‌وُرد AbiWord هو برنامج معالجة كلمات مرخّص تحت رخصة جنو العمومية. يعمل على نظم تشغيل متعددة (منها لينكس، وميكروسوفت ويندوز، ماكOS X، ReactOS، SkyOS، وأيضاً BeOS وأنظمة تشغيل أخرى). ظهر أبّي‌ورد إلى الوجود عندما قامت شركة SourceGear بكتابته على أن يكون المكوّن الأوّل في مجموعة برامج مكتبية شبيهة بميكروسوفت أوفيس لكنّها مفتوحة المصدر. فيما بعد فقدت الشركة الاهتمام بهذا المشروع، وانتقلت إلى مشاريع أخرى، والآن يقوم فريق من المتطوعين بإدارة تطوير أبّي‌ورد والإشراف عليه.
أبّي‌ورد هو جزء من حزمة مكتب جنوم، وهي مجموعة برامج مكتبيّة تم ربطها معاً للحصول على درجة ما من التكامل فيما بينها. يذكر أيضا أنّ اسم برنامج AbiWord مشتق من الكلمة الإسبانيّة "Abierto" والتي تعني «حر» أو «مفتوح».
صدرت أوّل نسخة من أبّي‌ورد في 18 أبريل 2002 وتلقّت الكثير من الثناء على تفوقها من ناحيتي سرعة الاستجابة وصغر الحجم. لم يكن في النسخة الأولى دعم للجداول، وأضيف هذا الدعم في النسخة الثانية التي صدرت في 15 سبتمبر 2003.
لبرنامج أبّي‌ورد واجهة مستخدم شبيهة جداًً بواجهة مايكروسوفت أوفيس ورد مما يجعل تعلم استخدامه سهلاً على من استخدم ذلك مايكروسوفت ورد من قبل. هناك اختلافات طفيفة، لكن المطورين يبذلون جهدهم لمحاكاة واجهة ميكروسوفت ورد، لتسهيل الأمر على المستخدمين الجدد. تتوفر واجهة البرنامج في عدد كبير من اللغات، تتوفر في بعضها ميزة التدقيق الإملائي. الواجهة متوفرة باللغة العربية.

## وصلات خارجية
- أبي ورد على موقع Open Hub (الإنجليزية)
- أبي ورد على موقع Free Software Directory (الإنجليزية)
- الموقع الرسمي